# 다케베촌 (오카야마현)
다케베촌(建部村)은 일본 오카야마현 미쓰군에 있던 촌이다. 현재의 오카야마시 기타구의 일부에 해당한다.

## 역사
- 1889년 6월 1일 - 정촌제 시행에 의해 쓰다카군 다케베촌이 발족하였다.
- 1900년 4월 1일 - 쓰다카군과 미노군이 합병해 미쓰군이 되었다.
- 1955년 2월 1일 - 미쓰군 가미타케베촌, 아카이와군 다케에다촌과 합병해 다카베정이 되었다.

## 교통

### 철도
- 일본국유철도
  - 쓰야마선

## 참고문헌
- 和泉橋警察署 『新旧対照市町村一覧』第2冊（東京：加藤孫次郎, 1889（明22））
- 地名編纂委員会 『角川日本地名大辞典33 岡山県』（角川学芸出版, 1989, ISBN 4040013301）